# Octobre 1766
Le mois d’octobre 1766 est le 10e mois de l'année 1766.

## Naissances
- 2 octobre : André Thomas Perreimond (mort le 2 janvier 1844), général français de la Révolution et de l’Empire
- 3 octobre
  - Alexandre Fabre (mort le 26 septembre 1842), homme politique français
  - Peter R. Livingston (mort le 19 janvier 1847), politicien américain
- 5 octobre : Joseph-Placide de Savoie (mort le 29 octobre 1802), prince de Savoie
- 7 octobre
  - Marie François Auguste de Caffarelli du Falga (mort le 24 janvier 1849), général français
  - Pierre-Marie Taillepied de Bondy (mort le 11 janvier 1847), personnalité politique française
  - Pierre Menard (mort le 13 juin 1844), négociant en fourrures et homme politique américain
- 8 octobre
  - François Joseph Kirgener (mort le 22 mai 1813), général français de la Révolution et de l’Empire
  - Louis, Charles, Théodat Taillevis De Périgny (mort le 11 juin 1827), personnalité politique française
- 9 octobre
  - Bedřich Diviš Weber (mort le 25 décembre 1842), compositeur, un pédagogue et un musicologue bohémien
  - Joseph-Octavien de Pourroy de L'Auberivière de Quinsonas (mort le 31 octobre 1854), général et pair de France
- 10 octobre : Pierre Claude François Le Dissez de Penanrun (mort le 19 décembre 1834), personnalité politique française
- 11 octobre : Nólsoyar Páll (mort en 1809), héros national des îles Féroé
- 12 octobre : Augustin-Louis-Victor des Acres de L'Aigle (mort le 27 août 1867), officier puis politicien
- 13 octobre
  - Giuseppe Longhi (mort le 12 janvier 1831), Graveur italien
  - Jean Grégoire Barthélemy Rouger de Laplane (mort le 16 juin 1837), général français de la Révolution et de l’Empire
  - Louis de Salgues de Lescure (mort le 4 novembre 1793), général français
- 14 octobre
  - Friedrich Carl Gröger (mort le 9 novembre 1838), Peintre allemand
  - Louis Chaboillez (mort le 19 juillet 1813), personnalité politique canadienne
- 15 octobre : Ange Joseph Jean de Guernissac (mort le 15 juin 1846), homme politique français
- 17 octobre : Joseph-Marie Pavy (mort le 27 janvier 1839), homme politique français
- 18 octobre : Antoine de Beauquesne (mort le 5 février 1838), personnalité politique française
- 19 octobre
  - François-Charles Cécile (mort le 13 janvier 1840), architecte, participa à l'expédition d'Égypte, dessinateur
  - Henry Singleton (mort le 15 septembre 1839), peintre anglais
  - Thaddée Mostowski (mort le 6 décembre 1842), écrivain, journaliste, homme politique, rédacteur en chef, critique littéraire et ministre polonais
- 21 octobre : Charles-Guillaume Gamot (mort le 20 mai 1820), homme d'affaires et homme politique français
- 23 octobre
  - Alexander Sheldon (mort le 10 septembre 1836), personnalité politique américaine
  - Emmanuel de Grouchy (mort le 29 mai 1847), général français
  - Joachim-Jean-Xavier d'Isoard (mort le 7 octobre 1839), archevêque d'Auch et cardinal de l'Église catholique romaine (1766 - 1839)
- 24 octobre : Jean-François Delort de Gléon, général français de la Révolution et de l’Empire
- 25 octobre : Évariste Dumoulin (mort le 4 septembre 1833), journaliste français
- 27 octobre : Carl Lang (mort le 16 mai 1822), écrivain allemand
- 28 octobre
  - Félix Bonnaire (mort le 2 décembre 1844), personnalité politique française
  - José Antonio Conde (mort le 12 juin 1820), historien espagnol
- 30 octobre
  - François-Godefroy Desaincthorent (mort le 16 juillet 1823), personnalité politique française
  - Toussaint Léonard de La Villéon (mort le 2 août 1795), officier royaliste durant la Révolution

## Décès
- 2 octobre : Jacques Hardion (né le 17 octobre 1686), historien français
- 7 octobre : André Chéron (né le 6 février 1695), compositeur français
- 9 octobre : Giovanni Battista Rotario da Pralormo (né le 28 novembre 1684), prélat catholique
- 10 octobre : Abraham van Hoey (né le 10 juillet 1684), homme politique et diplomate néerlandais
- 17 octobre : Gerolamo Theodoli (né le 1er janvier 1677), architecte italien
- 28 octobre : Louise de Nassau-Sarrebruck (née le 6 décembre 1705), princesse allemande